# Волошин, Николай Фёдорович
Никола́й Фёдорович Воло́шин (1923—1998) — старшина Рабоче-крестьянской Красной Армии, участник Великой Отечественной войны, Герой Советского Союза (1945).

## Биография
Николай Волошин родился 19 августа 1923 года в селе Великая Камышеваха (ныне — Барвенковский район Харьковской области Украины) в семье служащего. Получил неполное среднее образование, после чего работал токарем на заводе в городе Славянске Донецкой области Украинской ССР. В октябре 1941 года Волошин был призван на службу в Рабоче-крестьянскую Красную Армию. С ноября того же года — на фронтах Великой Отечественной войны. Принимал участие в боях на Воронежском, Центральном, Юго-Западном и 1-м Белорусском фронтах. В боях три раза был ранен. К июлю 1944 года старший сержант Николай Волошин был помощником командира взвода 1297-го стрелкового полка 160-й стрелковой дивизии 70-й армии 1-го Белорусского фронта. Отличился во время освобождения Белорусской ССР.
20 июля 1944 года в ходе боя за деревню Медно Брестского района Брестской области Волошин скрытно подобрался ко вражеской огневой точке, уничтожил двоих пулемётчиков и, повернув пулемёт в сторону противника, уничтожил ещё несколько солдат. 22 июля в районе населённого пункта Кодень в 40 километрах к северу от польского города Влодава Волошин переправился через Западный Буг и принял участие в захвате плацдарма и отражении 10 контратак до подхода подкрепления.
Указом Президиума Верховного Совета СССР от 24 марта 1945 года за «образцовое выполнение боевых заданий командования на фронте борьбы с немецкими захватчиками и проявленные при этом мужество и героизм» старший сержант Николай Волошин был удостоен высокого звания Героя Советского Союза с вручением ордена Ленина и медали «Золотая Звезда» за номером 11154.
После окончания войны в звании старшины Волошин был демобилизован. В 1958 году он окончил Харьковский юридический институт. Работал народным судьёй в городе Енакиево, неоднократно избирался членом партбюро и председателем месткома профсоюза. Был членом общества «Знание», вёл воспитательную работу среди молодёжи. Скончался 7 июля 1998 года.
Был также награждён орденом Отечественной войны 1-й степени и рядом медалей. На аллее Героев в Енакиево установлена стела Волошина.